# Pejoratief
Een pejoratief (Lat. peior = "slechter") is een woord met een negatieve bijbetekenis, een woord dat een ongunstige associatie oproept.  Een pejoratief is denigrerend of beledigend en kan verstopt zijn in schijnbaar normaal taalgebruik.
Voorbeeld: "die vrouw" in plaats van haar naam noemen. De gevoelswaarde wordt negatief. Het tegenovergestelde van een pejoratief is een amelioratief.
Voorbeelden:
- (zelfstandig naamwoord:) wijf, kerel, kenau, troep, rotzooi, bemoeizucht
- (bijvoeglijk naamwoord:) gemene, onnozele, huilerige, stoute, verwende
- (werkwoord:) zuipen, zeuren, uitkramen

## Ontstaan en vorming

### Betekenisverschuiving
Van oorsprong neutrale woorden kunnen een betekenisontwikkeling in negatieve richting doormaken.
- Wijf betekende in de middeleeuwen ‘vrouw, echtgenote’ (vgl. Engels wife, Duits Weib, Fries wiif), maar in het modern Standaardnederlands verwijst het naar een klasseloze, onelegante vrouw en is de associatie met het huwelijk verdwenen. Vroeger was een kerel een ‘gewone man’, daarna ‘man uit de boerenstand’ of ‘ruw, onbeschoft iemand’ (zie de spotnaam van Floris V van Holland: ‘der keerlen god’). Nu heeft kerel weer een positieve betekenis.
- Een troep was gewoon een groep.
- Stout betekende van oorsprong ‘moedig, dapper’ (etymologisch is het verwant met Engels stout ‘stevig’, vergelijk ook 'stoutmoedig'). Het is waarschijnlijk pejoratief geworden doordat het aspect ‘moed’ meer en meer geassocieerd werd met eigenzinnigheid en het trotseren van tegenstand. Ten slotte werd dit als ondeugd opgevat: ‘ondeugend’. Op vergelijkbare wijze was onnozel ooit een neutraal woord: bij Vondel betekent het nog ‘onschuldig’. Te speculeren valt dat een onschuldige, een kind vaak, nog niet veel weet, onwetend is. Vandaar ook de Dag van de Onnozele kinderen, waarbij onnozel nog onschuldig betekent. (Het Engelse innocent betekent tegenwoordig nog steeds zowel ‘onnozel’ als ‘onschuldig/onschadelijk’).
- Eng betekende oorspronkelijk 'nauw', maar omdat nauwe doorgangen vaak als griezelig worden ervaren, verschoof de betekenis naar 'griezelig'.
- Oorspronkelijk betekende zeuren ‘nasudderen’, en zuipen kende een eerdere betekenis ‘drinken’.
- Spanjool was in de zestiende eeuw het gangbare woord voor een inwoner van Spanje; het woord Spanjaard had een negatieve connotatie. Ten tijde van de Tachtigjarige Oorlog en daarna werd het woord Spanjool geleidelijkaan pejoratief, terwijl Spanjaard juist neutraal werd. Hier is dus een connotatieverwisseling zichtbaar.

#### Pejorisatie
In deze gevallen spreken we van pejorisatie: een woord krijgt na verloop van tijd een negatieve betekenis. Zo'n betekenisverschuiving hoeft zich niet in alle verwante talen voor te doen.
- In het Engels is wife een neutraal woord gebleven.

Ook binnen de grenzen van het Nederlandse taalgebied vindt men verschillen, alsook tussen regiolecten en het Fries.
- Het woord nuver betekent in het Gronings mooi, maar in het Fries apart, ongewoon. In het Gronings heeft het een positieve connotatie, in het Fries is het een pejoratief (negatief dus).

### Seksualisering
Voor een aantal begrippen dat met seksualiteit te maken heeft, zijn woorden gebruikt die aanvankelijk een neutrale betekenis hadden.
- Het woord kut voor het vrouwelijk geslachtsdeel betekende oorspronkelijk "gat". Het woord dat in de volksmond wordt gebruikt voor het mannelijk geslachtsdeel, lul, gaat terug op een betekenis "het hangende"; in beide gevallen gaat het dus om betekenissen buiten de seksuele context, die echter (mede) in die context gebruikt gingen worden.
- Een 'lollepot' afgekort tot 'pot', was oorspronkelijk een onder de rok geplaatste stenen vuurpot waarmee vrouwen hun onderlichaam verwarmden. Geïnspireerd door de seksuele betekenissen die aan dit voorwerp werden toegeschreven, evolueerde dit tot een scheldwoord voor lesbienne.

Volstrekt neutrale betekenissen werden, klaarblijkelijk door een associatie met de taboesfeer die rond seksualiteit en seksuele handelingen ontstond, opgevat als ongunstig, onwellevend, niet bestemd voor beschaafd gezelschap.

### Handicap
Voor begrippen die verband houden met lichamelijke of verstandelijke beperkingen, zijn woorden gebruikt die oorspronkelijk neutraal of technisch waren. Oorspronkelijk neutrale termen als invalide en gehandicapt zijn door gebruik in scheldwoorden en stereotiepe contexten pejoratief geworden en beladen geraakt:
- "Onze IT-afdeling is echt gehandicapt zonder die ene collega." — Het woord gehandicapt wordt hier gebruikt als metafoor voor onvermogen, waardoor het een denigrerende bijbetekenis krijgt buiten de oorspronkelijke context van een (medische) beperking.
- "Dat systeem is zo traag, het is praktisch invalide." — Hier wordt invalide gebruikt als metafoor voor iets dat slecht functioneert, wat bijdraagt aan de negatieve lading van het woord.

Ook eufemismen als andersvalide krijgen soms een betuttelende bijklank. Steeds vaker kiest men voor mensgerichte termen als persoon met een beperking.

### Morfologie
Pejoratieve woorden kunnen wel worden gevormd op basis van neutrale woorden.
- Zo zijn afleidingen op -erig of -istisch hier pejoratieven: hijgerig en alarmistisch hebben een negatiever gevoelswaarde dan de woorden hijgen, alarm, waarvan ze zijn afgeleid.
- Ook samenstellingen kunnen pejoratief worden gevormd, bijvoorbeeld met een component als zucht: bemoeizucht is erger dan je ergens mee bemoeien.

### Incidentele pejorisatie
Niet-pejoratief gebruikte woorden kunnen in het gebruik pejoratief gemaakt worden. Als het om een omkering van de betekenis gaat (je zegt het tegengestelde van wat je bedoelt), noemt men dit ironie:
- "Mooie jongen ben jij!"

Geen ironie, maar wel incidenteel negatief gebruik van een woord dat doorgaans positieve connotaties heeft, vinden we in:
- "Zij is de lieveling van de meester."

Bij sommige woorden is de context van grote invloed op de vraag of ze pejoratief zijn:
- "De kaars begon te flikkeren" (neutraal); "Ik zal die bedrieger eruit flikkeren" (pejoratief).
- "Het wordt zwaar weer; ik hoor al gedonder" (neutraal), "Op de werkvloer is er telkens gedonder" (pejoratief).
- "Ik ga een zak aardappelen kopen" (neutraal), "Mijn baas is een arrogante zak" (pejoratief).
- "Ik heb de motor van mijn auto verzopen" (neutraal), "Hij is als een hond verzopen" (pejoratief).

## Contrasterende connotatie
In een aantal gevallen komen sets van woorden voor die in hun denotatie niet of nauwelijks van elkaar verschillen. Ze contrasteren echter in hun connotatie, en dit kan een breed scala opleveren van aanduidingen voor dezelfde zaak, van zeer negatief tot zeer positief. Bij de volgende voorbeelden zijn van de set steeds drie elementen genoemd:
| denotatie                                       | negatieve connotatie (pejoratief) | neutrale connotatie | positieve connotatie (amelioratief) |
| ----------------------------------------------- | --------------------------------- | ------------------- | ----------------------------------- |
| "volwassen persoon van het vrouwelijk geslacht" | wijf                              | vrouw               | dame                                |
| "niet op de hoogte"                             | onnozel                           | onwetend            | onkundig (van een misstand)         |
| "tot zich nemen (meestal vloeistof)"            | zuipen                            | drinken             | gebruiken                           |
| "tot zich nemen (meestal vaste stof)"           | vreten                            | eten                | nuttigen                            |

## Pejoratief en eufemisme

### Beleefdheid
- "Heel apart, wat je gekookt hebt."

Wanneer men in het sociale verkeer niet zijn eigenlijke bedoeling wil prijsgeven, omdat die te negatief zou klinken, wordt het pejoratief ("Smakeloos!" of zelfs "Niet te éten!") vervangen door een eufemisme. Deze verbloemende uitdrukking kan echter voor de goede verstaander ook weer een negatieve bijklank krijgen, dus pejoratief worden. De goede verstaander begrijpt immers wel dat "Heel apart" een zuinig compliment is; maar de volle confrontatie wordt vermeden.

### Taalpolitiek
Van een aantal maatschappelijke groeperingen bestaan in de maatschappij negatieve beelden, en deze connotaties komen tot uitdrukking in scheldwoorden als nikker, poot. Om zich van de negatieve associaties te ontdoen die deze woorden aankleven, stellen vele sprekers pogingen in het werk om meer politiek correcte termen te gebruiken, die niet pejoratief zijn. Zo komen alternatieven in gebruik: nikker wordt zwarte; mannen die op mannen vallen, worden homo genoemd. Als de maatschappelijke houding tegenover de aangeduide groepen echter niet verandert, zullen de nieuwe aanduidingen, ingevoerd als eufemismen, na verloop van tijd toch weer pejoratief worden: het eufemisme "zakt af" onder druk van zijn negatieve lading. Opnieuw moet naar een neutraler woord worden gezocht.
Ook van officiële zijde kan deze eufemisering van pejoratieven worden gestimuleerd, en dan doet zich een geval van taalpolitiek voor. Een voorbeeld is te vinden in de vele aanduidingen die al zijn beproefd voor "buitenlanders die enkele decennia geleden zijn geworven om in West-Europese landen te komen werken". De benaming gastarbeiders kreeg een negatieve bijklank, alternatieven werden gezocht in medelanders en allochtonen. Door de keuze van een ander woord verandert de maatschappelijke opvatting omtrent de aangeduide groep echter niet automatisch. De nieuwe aanduiding begint dus als poging tot verbetering van de connotatie, maar maakt kans zelf een pejoratief te worden.
Ook begrippen als nazi, racist en fascist worden vaak als pejoratief gebruikt.